# Catedral de Abancay
A Catedral de Abancay ou Catedral da Virgem do Rosário (em espanhol: Catedral de la Virgen del Rosario) é o nome que recebe um edifício religioso que está filiado à Igreja Católica e se encontra localizado na cidade de Abancay, no Departamento de Apurímac, ao sudeste do país sul-americano do Peru.
O edifício provavelmente começou-se a construir no ano 1645, durante a época em que o território era uma colônia espanhola. A construção sofreu modificações em sua estrutura várias vezes. A catedral caracteriza-se por uma arquitetura simples, tem uma só torre com um campanário. Em 1970 o edifício atual foi remodelado completamente. Em outubro da cada ano celebram-se as festas em honra à Virgem Maria em sua avocação do Rosário.
Encontra-se sob a responsabilidade pastoral do bispo Gilberto Gómez González.

## Galeria

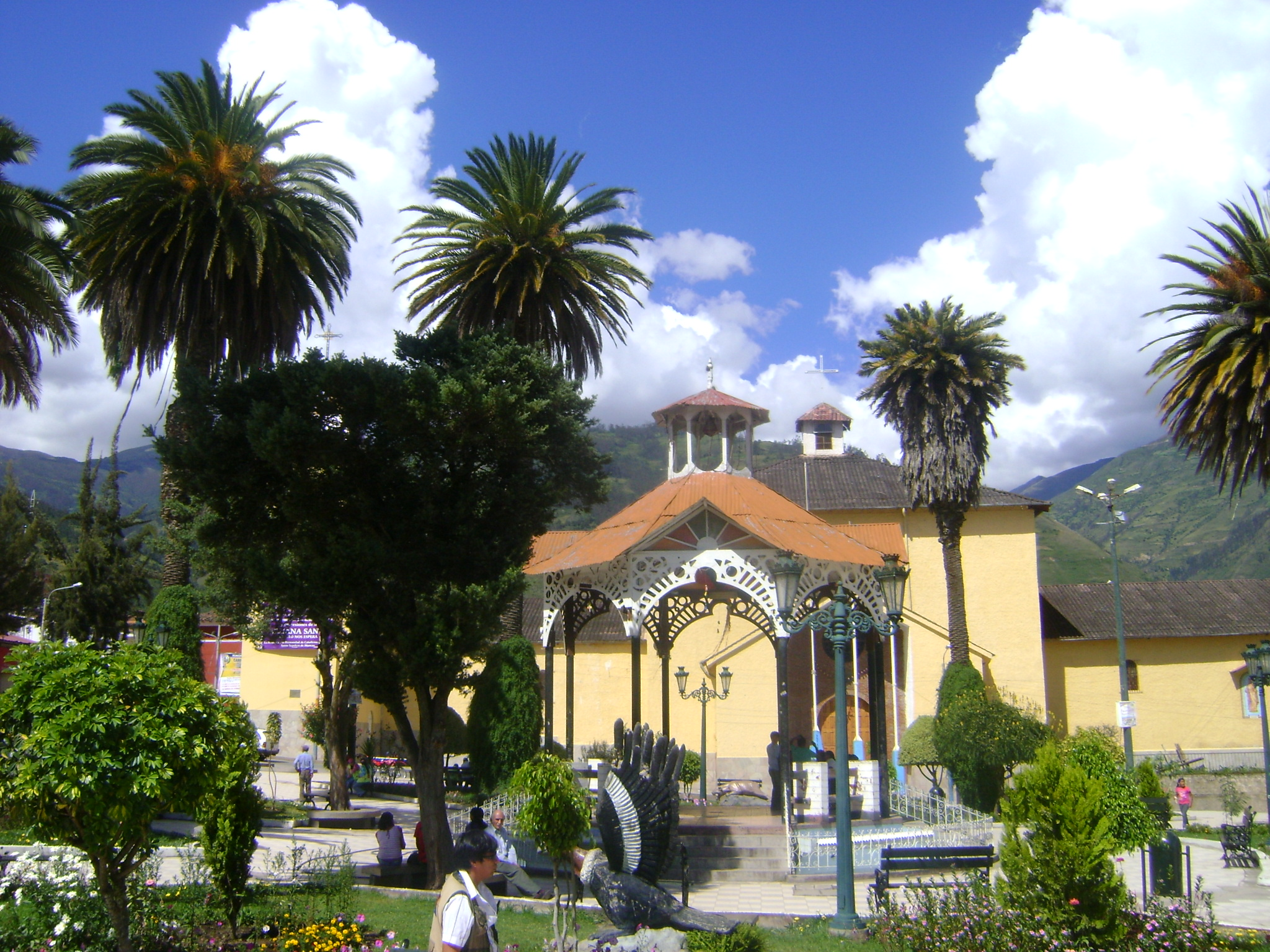
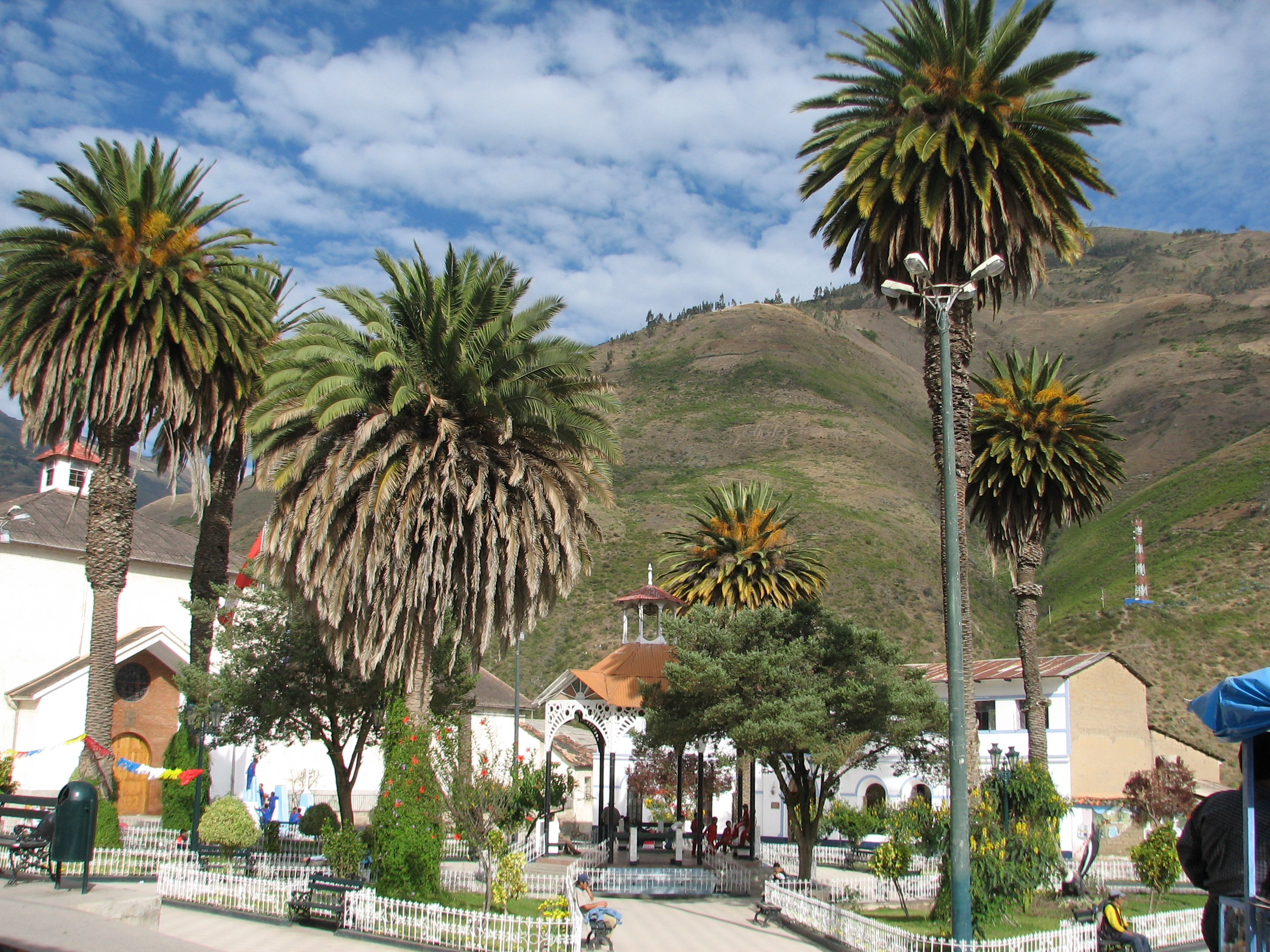